# Желимир Видовић
Желимир Видовић (Сарајево, 17. новембар 1953 — Сарајево, 17. мај 1992) био је југословенски фудбалер.

## Биографија
Видовић се придружио фудбалском клубу Сарајево у лето 1974. године из локалног сарајевског тима ФК Босна. Одиграо је прву утакмицу за „бордо екипу” 14. августа исте године, а током своје прве сезоне са клубом наступио је на 29 утакмица. На стадиону на Кошеву провео је девет година и био је кључни члан тима који је играо веома добро у Купу УЕФА 1980/81 и стигао до финала Купа Југославије 1983. Придружио се аустријском тиму Грацер АК, за који је наступао још 6 сезона, пре него што се 1989. повукао из професионалног фудбала.
Први меч за репрезентацију Југославије одиграо је 1. фебруара 1977. против Мексика, а другу и последњу утакмицу за државни тим је играо марта 1980. у победи против Уругваја.
За време оружаног сукоба у Босни и Херцеговини, са породицом је остао у опкољеном Сарајеву, где је на почетку рата погинуо приликом пребацивања рањеника у болницу. Надимак му је био Кели. Имао је две кћерке, Дајану и Миану.

#### Наступи за репрезентацију
Наступи Видовића у дресу са државним грбом.
| #  | Датум            | Место    | Противник | Резултат | Гол | Такмичење            |
| -- | ---------------- | -------- | --------- | -------- | --- | -------------------- |
| 1. | 1. фебруар 1977. | Леон     | Мексико   | 1:5      | 0   | пријатељска утакмица |
| 2. | 22. март 1980.   | Сарајево | Уругвај   | 2:1      | 0   | пријатељска утакмица |